# Стафорд (Енглеска)
Стафорд  (енгл. Stafford) је град у Уједињеном Краљевству у Енглеској. Према процени из 2007. у граду је живело 65.965 становника.

## Становништво
Према процени, у граду је 2008. живело 65.965 становника.
| 1981.  | 1991.  | 2001.  |
| ------ | ------ | ------ |
| 60.915 | 61.885 | 63.681 |

## Партнерски градови
- Драјајх
- Белфор
- Тарагона
- La Roë
- Римбах (Оденвалд)
- Скаржиско-Камјена
- Stafford